# Берлін-Зоологічний Сад
52°30′26″ пн. ш. 13°19′57″ сх. д. / 52.507222222222° пн. ш. 13.3325° сх. д.
Вокзал «Берлін — Зоологічний Сад» (нім. Bahnhof Berlin Zoologischer Garten) — важливий транспортний вузол Берліна. Під вокзалом Берлінської міської електрички розташована станція метро. Вокзал розташований поблизу Берлінського зоопарку.

## Історія
7 лютого 1882 року для «місцевого руху» було відкрито «Berliner Stadteisenbahn» (міську залізницю), а разом з нею і станцію Зоологічний Сад із залом завдовжки 71 метр. Починаючи з 1884 року, на станції, яка була забезпечена другою платформою під залом довжиною 109 метрів, зупинялися також приміські поїзди та поїзди далекого сполучення, що курсували зі сходу на захід. До 1920 року станція розташовувалася в незалежному місті Шарлоттенбург.
До Олімпійських ігор, запланованих на 1936 рік, станцію було докорінно перебудовано і розширено колії далекої залізниці. Будівництво нового залу міжміського поїзда тривало до 1940 року.
Після закриття Ангальтського вокзалу в 1952 став єдиним вокзалом далекого сполучення і головним транспортним вузлом Західного Берліна.
З 2015 року вокзал був відремонтований приблизно на 100 мільйонів євро. На початку 2021 року головний зал загалом був добудований. Щодня станцією користуються близько 100 000 пасажирів.

## Пересадки
- автобус:
  - 100, 110, 200, 204, 245, 249, X10, X34, N1, N2, N9, N10, N26
  - M29, M45, M46, M49
- метростанцію лінії U2 і U9,
- станцію S-Bahn лінії S3, S5, S7 і S9.

## Сервіс
Станцію обслуговують наступні служби:
- IRE 1 Гамбург – Ільцен – Стендаль – Берлін
- RE 1 Магдебург – Бранденбург – Потсдам – Берлін – Фюрстенвальде – Франкфурт (Одер) (– Котбус)
- RE 2 Вісмар – Шверін – Віттенберге – Науен – Берлін – Кенігс Вустерхаузен – Люббен – Котбус
- RE 7 Дессау – Бад-Бельціг – Міхендорф – Берлін – Аеропорт Берлін-Шенефельд – Вюнсдорф-Вальдштадт
- RB 14 Науен – Фалькензе – Берлін – Аеропорт Берлін-Шенефельд
- RB 21 Вустермарк – Гольм – Потсдам – Берлін
- RB 22 Кенігс-Вустераузен - Берлін-Шенефельд Аеропорт - Зармунд - Гольм - Потсдам - Берлін
- Berlin S-Bahn S3 Шпандау – Весткройц – Гауптбангоф – Александерплац – Остбангоф – Карлсгорст – Кепенік – Еркнер
- Berlin S-Bahn S5 Весткроїц – Гауптбангоф – Александерплац – Остбангоф – Ліхтенберг – Штраусберг-Норд
- Berlin S-Bahn S7 Потсдам – Ванзеє – Весткройц – Гауптбангоф – Александерплац – Остбангоф – Ліхтенберг – Аренсфельде
- Berlin S-Bahn S9 Шпандау – Весткройц – Гауптбангоф – Александерплац – Остбангоф – Шеневайде – Берлін-Шенефельд Аеропорт

## У культурі

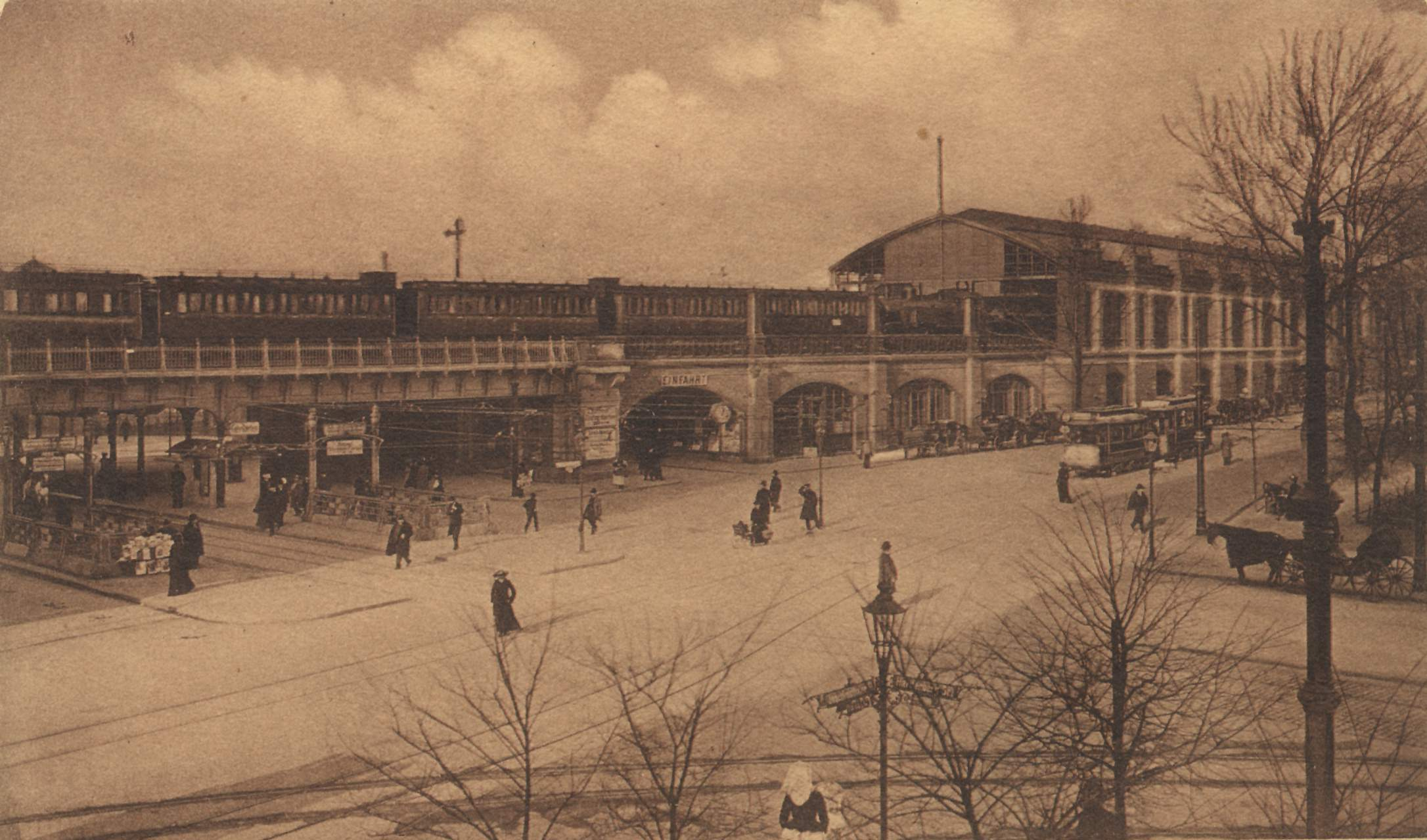
Вокзал «Зоологічний сад» близько 1900 року

- Ірландський рок-гурт U2 присвятив вокзалу «Зоологічний Сад» свою пісню «Zoo Station».
- На цьому вокзалі відбувається дія книги «Ми, діти з вокзалу Зоо» (de: Wir Kinder vom Bahnhof Zoo[de]), написаної на основі інтерв'ю з Крістіаною Ф. та поставленого за книгою кінофільму.
- Станція є місцем дії відомої пісні Big In Japan групи Alphaville, при цьому автор пісні згадує станцію як популярне місце зустрічі наркоманів[4][5].